# Корейский национальный открытый университет
Корейский национальный открытый университет (Корейский: 국립한국방송통신대학교, Korea National Open University, KNOU) — это открытый университет в Южной Корее, основанный в 1972 году. В Южной Корее KNOU признан как ведущий представитель открытых университетов и престижное образовательное учреждение. Он известен как первый открытый университет в Азии и второй в мире после Открытого университета Великобритании (The Open University). Это университет с наибольшим количеством студентов в Корее, а его главный кампус находится в районе Хехва-дон, Чонно-гу, Сеул.

## История
В 1972 году Корейский национальный открытый университет (KNOU) был создан как филиал Сеульского национального университета. Он стал первым открытым университетом в Восточной Азии и Южной Корее, а также вторым в мире после Открытого университета Великобритании (The Open University). После перемирия Корейской войны в 1953 году ВВП Южной Кореи был крайне низким, а число людей с высшим образованием было минимальным. В 1970-х годах уровень поступления в высшие учебные заведения в Южной Корее составлял 25,7%, снижаясь до 17,7% к концу десятилетия. На этом фоне KNOU был создан с целью сделать высшее образование более доступным.
В то же время среднее образование в Южной Корее в XX веке не было обязательным, и многие люди не заканчивали школу. Чтобы решить эту проблему, правительство Южной Кореи также учредило Национальную открытую старшую школу Кореи (Korea National Open High School), применяя концепцию открытого образования к среднему звену.
В первые годы, до расширения KNOU, профессора главного кампуса лично проверяли и комментировали задания, отправленные студентами каждый семестр. Затем эти работы возвращались студентам по почте. Такой тщательный процесс обратной связи был источником как тревоги, так и гордости для студентов. Многие считали получение прямых рекомендаций от профессоров по их работам большой честью, и удовлетворенность системой была высокой. Однако с ростом числа студентов нагрузка на профессоров стала чрезмерной, что привело к трудностям в управлении академическим процессом. В результате детальная система обратной связи начала сокращаться с 1986 года и была полностью упразднена к 1994 году.
В 1972 году лекции KNOU транслировались по радио через каналы KBS и MBC. К 1985 году для лекций также начали использовать телевидение и интернет. По мере того как использование радио сокращалось, а доступ к телевидению и интернету расширялся, радиотрансляции лекций были прекращены в 2008 году.

## Образование
Корейский национальный открытый университет (KNOU) является общим университетом, уполномоченным Законом о высшем образовании Южной Кореи. Университет предоставляет возможность получить степень бакалавра за четыре года, а также предлагает программы магистратуры.
Занятия в основном проводятся только на корейском языке. Хотя студенты могут проходить занятия дистанционно через онлайн-лекции, они обязаны посещать университет лично для прохождения занятий и сдачи экзаменов.
KNOU работает по кредитной системе, а не по годовому принципу. Это означает, что студенты не могут перейти на следующий уровень обучения, пока не выполнят требования по кредитам, установленные для каждого уровня, независимо от того, сколько времени они обучаются. Чтобы выпуститься из KNOU, студентам необходимо завершить как минимум 130 кредитов, выполнить требования выпуска, установленные их факультетом, такие как предоставление сертификатов о сдаче тестов на знание иностранных языков, выпускной тезис или получение соответствующих сертификатов, и успешно пройти выпускную оценку.
Существует также система досрочного выпуска. Студенты с общей средней оценкой (GPA) 4.0 или выше, которые завершили шесть или семь семестров и выполнили все выпускные требования, могут получить степень бакалавра досрочно.
Студенты, соответствующие определённым критериям, могут учиться на двойной специальности. Однако, если они не выполнят выпускные требования, установленные факультетом, такие как выпускной тезис, они не смогут выпуститься, даже если их первая специальность соответствует всем требованиям.